# Cupa României 1980-1981
Ediția 1980-1981 a fost a 43-a ediție a Cupei României la fotbal. A fost câștigată de Universitatea Craiova, care a învins-o în finală pe Politehnica Timișoara cu scorul de 6-0.

## Desfășurare
Toate meciurile de după faza șaisprezecimilor, exceptând finala (care a avut loc în București), s-au jucat pe teren neutru. În șaisprezecimi au participat 32 de echipe, din care făceau parte și cele din Divizia A. Dacă după 90 de minute scorul era egal se jucau două reprize de prelungiri a câte 15 minute. Dacă după prelungiri scorul era tot egal, soarta calificării se decidea la loviturile de departajare.

## Șaisprezecimi
| Data              | Echipă gazdă           |   | Echipă oaspete      | Rezultat   |
| ----------------- | ---------------------- | - | ------------------- | ---------- |
| 26 noiembrie 1980 | Gloria Bistrița        | – | ASA Tîrgu Mureș     | 4:1        |
|                   | Automecanica București | – | Argeș Pitești       | 1:2        |
|                   | Caraimanul Bușteni     | – | U Craiova           | 0:1        |
|                   | Farul                  | – | Politehnica Iași    | 1:0        |
|                   | CFR Craiova            | – | Dunărea Galați      | 3:1        |
|                   | Viitorul Gheorgheni    | – | Sportul Studențesc  | 0:1        |
|                   | Laminorul Nădrag       | – | Steaua București    | 2:9        |
|                   | Energia Onești         | – | Chimia R Vâlcea     | 0:1 (d.p.) |
|                   | Unirea Oradea          | – | Progresul București | 4:2 (d.p.) |
|                   | Jiul Petroșani         | – | Universitatea Cluj  | 0:1        |
|                   | Râmnicu Sărat          | – | Scornicești         | 1:2        |
|                   | CSM Roman              | – | Poli Timișoara      | 1:3        |
|                   | Dinamo București       | – | Corvinul            | 0:1 (d.p.) |
|                   | Energia Slatina        | – | SC Bacău            | 0:2        |
|                   | Minerul Șuncuiuș       | – | FCM Brașov          | 0:5        |
|                   | Arieșul Turda          | – | F.C. Baia Mare      | 2:1        |

## Optimi
| Data             | Oraș                  | Echipă gazdă     |   | Echipă oaspete     | Rezultat   |
| ---------------- | --------------------- | ---------------- | - | ------------------ | ---------- |
| 3 decembrie 1980 | Brașov                | Farul            | – | Unirea Oradea      | 3:2        |
|                  | București             | Steaua București | – | Universitatea Cluj | 4:1 (d.p.) |
|                  | Câmpulung Muscel      | Chimia R Vâlcea  | – | FCM Brașov         | 1:0        |
|                  | Drobeta Turnu Severin | Poli Timișoara   | – | Corvinul           | 2:1        |
|                  | Ploiești              | SC Bacău         | – | CFR Craiova        | 3:2        |
|                  | Râmnicu Vâlcea        | Argeș Pitești    | – | Scornicești        | 3:1        |
|                  | Sfântu Gheorghe       | Arieșul Turda    | – | Sportul Studențesc | 4:1 (pen.) |
|                  | Sibiu                 | U Craiova        | – | Gloria Bistrița    | 2:1        |

## Sferturi
| Data          | Oraș           | Echipă gazdă   |   | Echipă oaspete   | Rezultat   |
| ------------- | -------------- | -------------- | - | ---------------- | ---------- |
| 4 martie 1981 | Brașov         | Arieșul Turda  | – | Steaua București | 6:5 (pen.) |
|               | Pitești        | Poli Timișoara | – | Farul            | 3:2 (d.p.) |
|               | Râmnicu Vâlcea | U Craiova      | – | Argeș Pitești    | 2:1 (d.p.) |
|               | Târgoviște     | SC Bacău       | – | Chimia R Vâlcea  | 5:1 (d.p.) |

## Semifinale
| Data        | Oraș      | Echipă gazdă   |   | Echipă oaspete | Rezultat |
| ----------- | --------- | -------------- | - | -------------- | -------- |
| 20 mai 1981 | București | U Craiova      | – | SC Bacău       | 4:0      |
|             | Oradea    | Poli Timișoara | – | Arieșul Turda  | 2:1      |

## Finala
| 1 iunie 1980 17:30 | U Craiova                                                                            | 6 – 0 | Poli Timișoara | Stadionul Republicii, București Spectatori: 25.000 Arbitru: Carol Jurja (București) |
| 1 iunie 1980 17:30 | Ilie Balaci 55' Costică Donose 72' Zoltan Crișan 74' Sorin Cârțu 82' Nicolae Negrilă |       |                | Stadionul Republicii, București Spectatori: 25.000 Arbitru: Carol Jurja (București) |

| UNIVERSITATEA CRAIOVA:           |                    |     |
|                                  |                    |     |
| P                                | Gabriel Boldici    |     |
| F                                | Nicolae Negrilă    |     |
| F                                | Nicolae Tilihoi    |     |
| F                                | Costică Ștefănescu |     |
| F                                | Nicolae Ungureanu  |     |
| M                                | Aurel Țicleanu     | 62' |
| M                                | Costică Donose     |     |
| M                                | Ilie Balaci        | 62' |
| M                                | Zoltan Crișan      |     |
| A                                | Rodeon Cămătaru    |     |
| A                                | Sorin Cârțu        |     |
| Înlocuiri:                       |                    |     |
| M                                | Aurel Beldeanu     | 62' |
| M                                | Mircea Irimescu    | 62' |
| Antrenor:                        |                    |     |
| Ion Oblemenco și Constantin Oțet |                    |     |

| POLITEHNICA TIMIȘOARA |                   |     |
|                       |                   |     |
| P                     | Radu Suciu        |     |
| F                     | Dumitru Nadu      |     |
| F                     | Dan Păltinișanu   |     |
| F                     | Aurel Șunda       |     |
| F                     | Viorel Vișan      |     |
| M                     | Ion Dumitru       |     |
| M                     | Emeric Dembroschi | 56' |
| M                     | Adrian Manea      |     |
| M                     | Petre Vlătanescu  |     |
| A                     | Leonida Nedelcu   |     |
| A                     | Ion Palea         | 56' |
| Înlocuiri:            |                   |     |
| M                     | Titi Nicolae      | 56' |
| A                     | Gheorghe Cotec    | 56' |
| Antrenor:             |                   |     |
| Ion V. Ionescu        |                   |     |